# Championnats d'Europe de gymnastique rythmique 1996
Navigation
Telford 1995 Patras 1997
Les 12es Championnats d'Europe de gymnastique rythmique ont lieu à Asker en Norvège.

## Médaillées

### Seniors
| Épreuves                                        | Or                                                 | Argent                                         | Bronze                                                              |
| ----------------------------------------------- | -------------------------------------------------- | ---------------------------------------------- | ------------------------------------------------------------------- |
| Finales individuelles                           |                                                    |                                                |                                                                     |
| Concours par équipe résultats détaillés         | Ukraine Ekaterina Serebrianskaya Elena Vitrichenko | Biélorussie Larissa Lukyanenko Tatiana Ogrizko | Bulgarie Diana Popova Stella Salapatiysky                           |
| Concours général individuel résultats détaillés | Ekaterina Serebrianskaya (UKR)                     | Yana Batyrchina (RUS)                          | Amina Zaripova (RUS)                                                |
| Corde résultats détaillés                       | Ekaterina Serebrianskaya (UKR)                     | Tatiana Ogrizko (BLR)                          | Diana Popova (BUL) Elena Vitrichenko (UKR) Larissa Lukyanenko (BLR) |
| Ruban résultats détaillés                       | Ekaterina Serebrianskaya (UKR)                     | Larissa Lukyanenko (BLR)                       | Tatiana Ogrizko (BLR) Diana Popova (BUL)                            |
| Ballon résultats détaillés                      | Ekaterina Serebrianskaya (UKR)                     | Yana Batyrchina (RUS) Elena Vitrichenko (UKR)  |                                                                     |
| Massues résultats détaillés                     | Amina Zaripova (RUS)                               | Ekaterina Serebrianskaya (UKR)                 | Elena Vitrichenko (UKR) Natalia Lipkovskaya (RUS)                   |